# Andries Kramer
Andries Kramer (29 februari 1972) is een Nederlands voormalig schaatser. Hij was gespecialiseerd in de sprint en behaalde enkele successen, waaronder het Nederlands kampioenschap op de 500 meter in 1997. Tevens was hij meervoudig Nederlands kampioen op de kortebaan.
In 1998 kwam er een voortijdig einde aan zijn carrière toen hij tijdens een training hard ten val kwam nadat hij door een gevallen schaatser was geschept. Kramer lag ruim een week in coma als gevolg van de schedelbasisfractuur, bloedingen en kneuzingen in de hersenen. Hoewel hij na enige tijd weer herstelde, zat een herstart van zijn topsportcarrière er niet in.

## Resultaten
| jaar | NK Afstanden |
| ---- | ------------ |
| 1993 | 500m         |
| 1995 | 500m · 1000m |
| 1997 | 500m · 1000m |